# Aidan Walsh
Aidan Walsh, né le 28 mars 1997 à Belfast, est un boxeur irlandais évoluant dans la division poids welters. Il remporte une médaille de bronze aux jeux olympiques de 2020 à Tokyo, jeux où s'est également qualifié sa sœur Michaela Walsh.

## Carrière
Aidan Walsh s'entraîne au club de boxe de Monkstown où il est entraîné par John Conlan, Peter Brady et Damian Kennedy, entre autres. Il termine dernier des championnats d'Europe juniors 2013 à Anapa mais remporte en 2015 la médaille d'or dans la division des poids welters aux Jeux de la jeunesse du Commonwealth à Apia.
Il a également remporté en 2018 la médaille d'argent des poids welters aux Jeux du Commonwealth à Gold Coast après avoir perdu contre Pat McCormack en finale. 
Walsh s'engage dans le tournoi de qualification olympique en 2020 pour l'Irlande et parvient à valider son ticket. Lors du tournoi olympique des poids welters, il s'impose successivement face à Albert Mengue puis Merven Clair mais n'a pas pu combattre contre l'Anglais Pat McCormack en demi-finale en raison d’une blessure.